# Dom Pod Czarną Matką Bożą

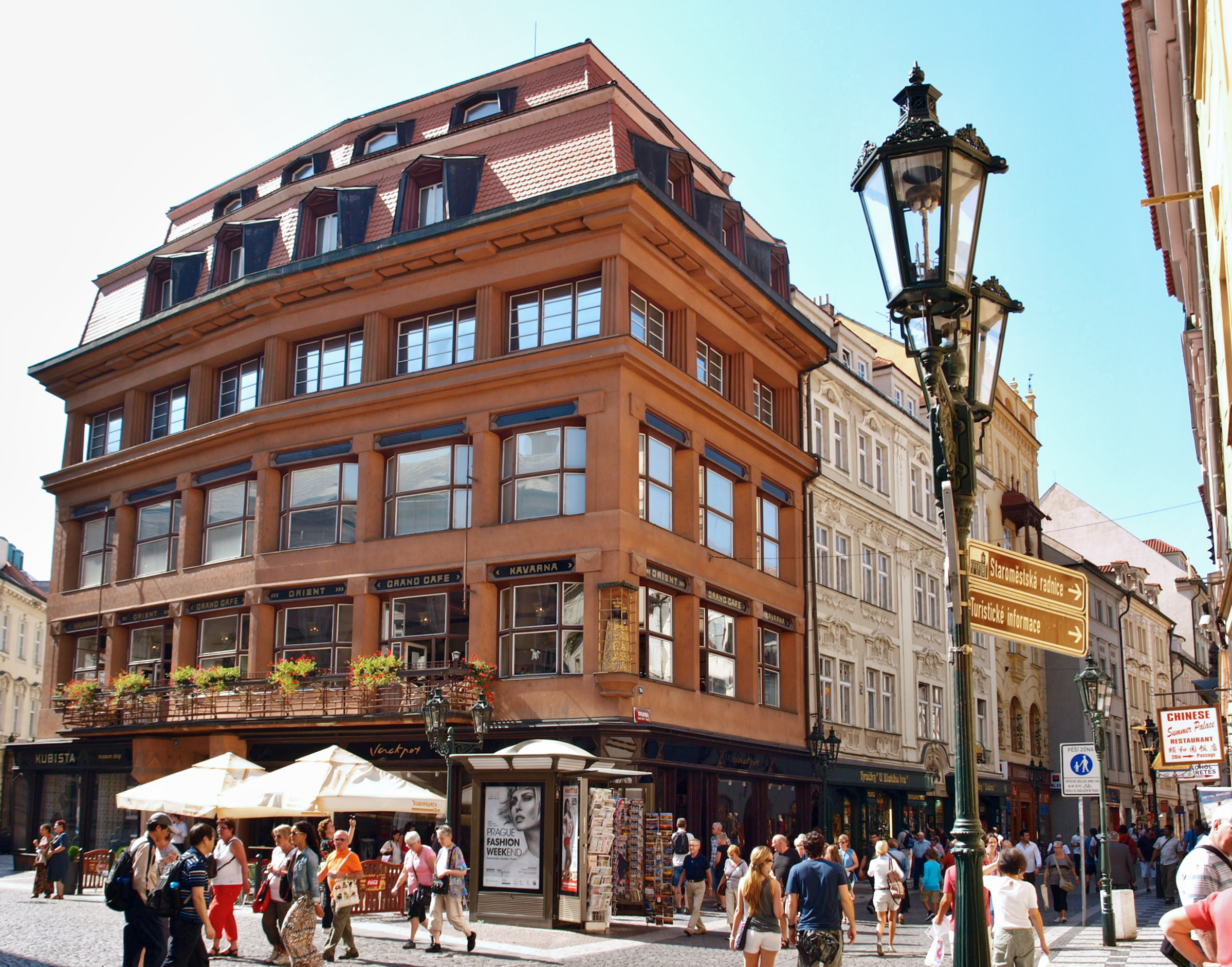
Dom Pod Czarną Matką Bożą (2012)

Dom Pod Czarną Matką Bożą (cz. dům U Černé Matky Boží) – budynek w Pradze,  arcydzieło czeskiej architektury kubistycznej, zbudowany w latach 1911–1912 przez czeskiego architekta Josefa Gočára.

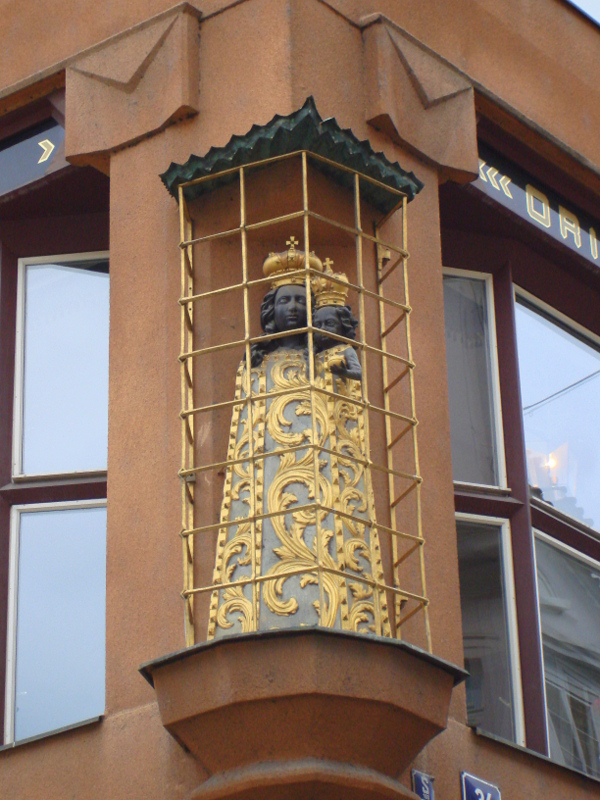
Figura Matki Bożej

Dom położony jest na Starym Mieście między ulicą Celetná i placem Ovocný trh. Nazwa pochodzi od barokowego pomnika, który znajduje się na fasadzie. Dziś mieści się tu muzeum kubizmu czeskiego Galerii Narodowej w Pradze.